# Штајнхајм (Вестфален)
Штајнхајм (њем. Steinheim) град је у њемачкој савезној држави Северна Рајна-Вестфалија. Једно је од 10 општинских средишта округа Хекстер. Према процјени из 2010. у граду је живјело 13.471 становника. Посједује регионалну шифру (AGS) 5762032, NUTS (DEA44) и LOCODE (DE STM) код.

## Географски и демографски подаци
Штајнхајм се налази у савезној држави Северна Рајна-Вестфалија у округу Хекстер. Град се налази на надморској висини од 180 метара. Површина општине износи 75,7 km². У самом граду је, према процјени из 2010. године, живјело 13.471 становника. Просјечна густина становништва износи 178 становника/km².

## Међународна сарадња
| Мјесто | Држава | Врста сарадње | Од    |
| ------ | ------ | ------------- | ----- |
|        | САД    | партнерство   | 1987. |
| Извор  |        |               |       |